# Aeletes crenatus
Aeletes crenatus är en skalbaggsart som beskrevs av Wenzel 1944. Aeletes crenatus ingår i släktet Aeletes och familjen stumpbaggar. Inga underarter finns listade i Catalogue of Life.